# レナト・サンチェス
レナト・ジュニオール・ルス・サンチェス（Renato Júnior Luz Sanches, 1997年8月18日 - ）は、ポルトガル・リスボン出身のサッカー選手。SLベンフィカ所属。ポルトガル代表。ポジションはMF。父親はサントメ・プリンシペ出身、母親はカーボベルデ出身。

## クラブ経歴

### ベンフィカ
2006年に当時9歳で地元・リスボンに本拠地を置くSLベンフィカの下部組織に入団。2014年からBチームのベンフィカBでプレーしていたが、2015-16シーズンにトップチームの監督であるルイ・ヴィトーリアに見初められトップチームの練習に参加。2015年10月30日に行われたプリメイラ・リーガ第9節のトンデラ戦でトップチームデビューを果たした。

### バイエルン・ミュンヘン
複数のクラブへの移籍が報じられていたが、2016年5月10日、バイエルン・ミュンヘンへの移籍が発表された。契約は2021年まで、移籍金は3500万ユーロ（43億円）。移籍金はFIFA最優秀選手賞受賞や代表入りなどのパフォーマンス次第で、最大4500万ユーロが支払われることになる。またサンチェスはバイエルン・ミュンヘン史上初のポルトガル人選手となった。9月9日、第2節のシャルケ04戦で初先発をし、移籍後初出場を果たした。しかしシャビ・アロンソやアルトゥーロ・ビダル、ハビ・マルティネスなどのライバルの存在や自身の不振もあって17試合の出場に終わった。

### スウォンジー・シティ
2017年8月31日、スウォンジー・シティAFCへ1年間のレンタル移籍が発表された。

### バイエルン復帰
2018-19シーズンよりバイエルンに復帰した。9月19日、欧州CL第1節のベンフィカ戦で古巣相手に得点を決めて恩返しをした。

### リール
2019年8月23日、リーグ・アンのリールと5年契約を締結したことが発表された。

### パリ・サンジェルマン
2022年8月5日、パリ・サンジェルマンFCへの移籍が決定。契約は2027年6月30日までの5年間。

### ローマ
2023年8月16日、ASローマにレンタル移籍した。一定の条件を達成すると買取義務が生じる契約で、背番号は20番。8月20日、USサレルニターナ戦に途中出場し、移籍後初出場を果たした。9月17日、エンポリ戦で初のスタメン出場を果たすと、ラスムス・クリステンセンのクロスからヘディングで移籍後初ゴールを挙げた。しかしその後は出場機会に恵まれず、公式戦の出場は12試合にとどまった。

### ベンフィカ復帰
2024年8月5日、SLベンフィカにレンタル移籍で復帰することが発表された。

## 代表歴

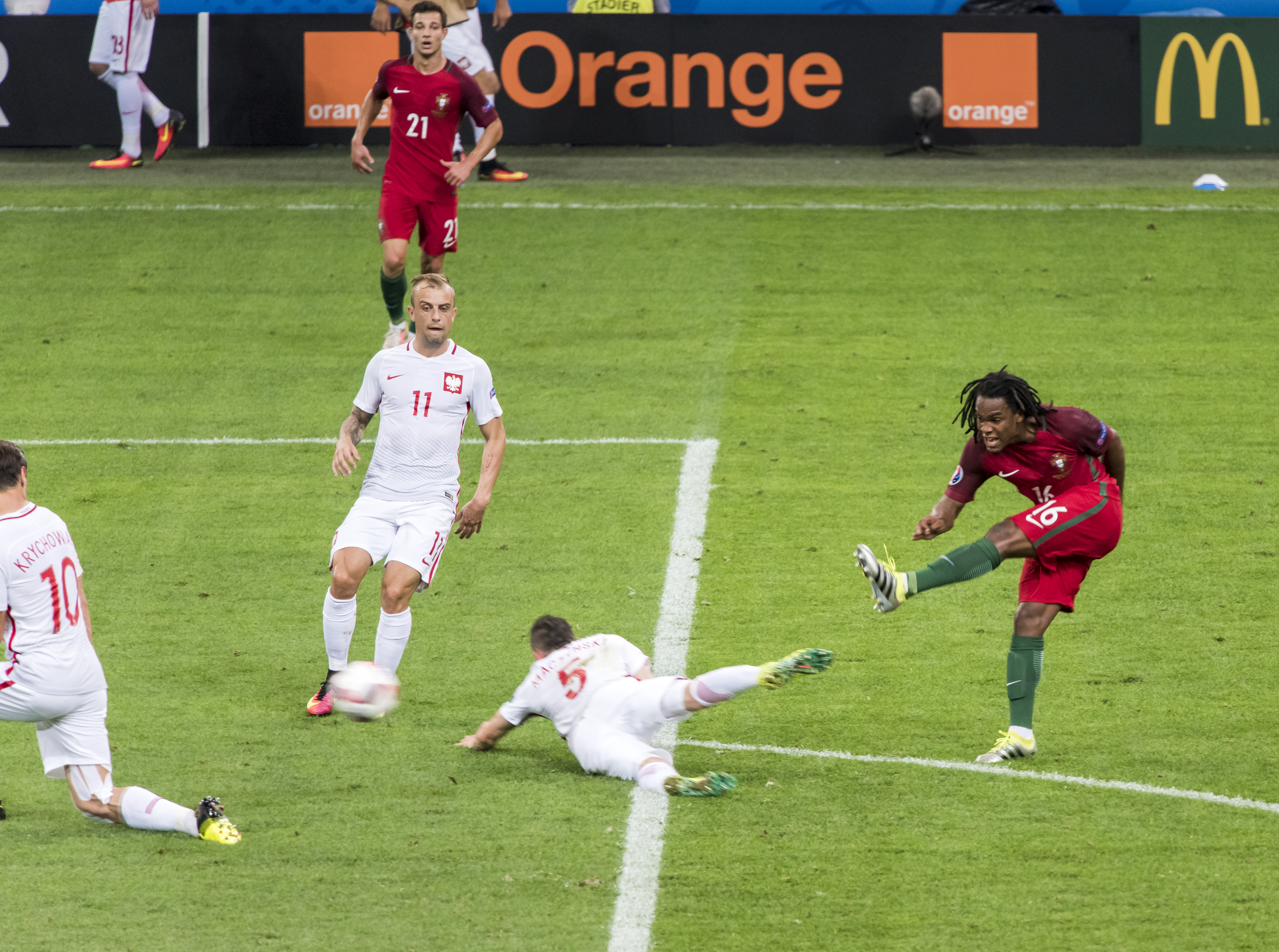
EURO 2016ポーランド戦の得点シーン

2016年3月26日に行われたブルガリアとの親善試合に74分から出場し、ポルトガル代表デビューを果たした。
UEFA EURO 2016ではチーム最年少でメンバーに選出され、ラウンド16のクロアチア戦では途中出場ながら決勝点の起点になるなどポルトガルの勝利に貢献し、マン・オブ・ザ・マッチに選出。続く準々決勝のポーランド戦では大会で初めて先発起用されると、代表初得点となる同点ゴールを挙げPK戦でも2番手のキッカーとして成功させる活躍で、2試合続けてマン・オブ・ザ・マッチに選出された。決勝のフランス戦でも先発出場を果たし、ポルトガルの史上初となるUEFA欧州選手権優勝に貢献した。

## エピソード
- UEFA EURO 2016では18歳とは思えない堂々としたプレーを見せ、その影響から年齢詐称疑惑が浮上[15]。その後、サンチェスが誕生した病院に誕生記録が残されていたため、1997年生まれの18歳であると証明された[16]。

## 個人成績
| 所属クラブ             | シーズン     | 背番号       | リーグ | リーグ | 国内大会 | 国内大会 | リーグ杯 | リーグ杯 | 国際大会 | 国際大会 | 合計 | 合計 |
| 所属クラブ             | シーズン     | 背番号       | 出場   | 得点   | 出場     | 得点     | 出場     | 得点     | 出場     | 得点     | 出場 | 得点 |
| ---------------------- | ------------ | ------------ | ------ | ------ | -------- | -------- | -------- | -------- | -------- | -------- | ---- | ---- |
| SLベンフィカ           | 2015–16      | 85           | 24     | 2      | 0        | 0        | 5        | 0        | 6        | 0        | 35   | 2    |
| SLベンフィカ           | 通算         | 通算         | 24     | 2      | 0        | 0        | 5        | 0        | 6        | 0        | 35   | 2    |
| 所属クラブ             | シーズン     | 背番号       | リーグ | リーグ | 国内大会 | 国内大会 | その他   | その他   | 国際大会 | 国際大会 | 合計 | 合計 |
| 所属クラブ             | シーズン     | 背番号       | 出場   | 得点   | 出場     | 得点     | 出場     | 得点     | 出場     | 得点     | 出場 | 得点 |
| バイエルン・ミュンヘン | 2016–17      | 35           | 17     | 0      | 0        | 0        | 0        | 0        | 6        | 0        | 23   | 0    |
| 所属クラブ             | シーズン     | 背番号       | リーグ | リーグ | 国内大会 | 国内大会 | リーグ杯 | リーグ杯 | 国際大会 | 国際大会 | 合計 | 合計 |
| 所属クラブ             | シーズン     | 背番号       | 出場   | 得点   | 出場     | 得点     | 出場     | 得点     | 出場     | 得点     | 出場 | 得点 |
| スウォンジー           | 2017–18      | 35           | 12     | 0      | 2        | 0        | 1        | 0        | 0        | 0        | 14   | 0    |
| キャリア通算           | キャリア通算 | キャリア通算 | 24     | 2      | 5        | 0        | 0        | 0        | 6        | 0        | 35   | 2    |

## 代表歴

### 出場大会
- U-17ポルトガル代表
  - 2017年 - UEFA U-17欧州選手権2014
- U-21ポルトガル代表
  - 2017年 - UEFA U-21欧州選手権2017
- ポルトガル代表
  - 2016年 - UEFA EURO 2016（優勝）
  - 2021年 - UEFA EURO 2020 (ベスト16)

### 試合数
- 国際Aマッチ 13試合 1得点 (2016年 -　)

| ポルトガル代表 | 国際Aマッチ | 国際Aマッチ |
| 年             | 出場        | 得点        |
| -------------- | ----------- | ----------- |
| 2016           | 11          | 1           |
| 2017           | 2           | 0           |
| 通算           | 13          | 1           |

### 代表での得点
| # | 開催日         | 開催地                               | 対戦国     | スコア | 結果     | 大会           |
| - | -------------- | ------------------------------------ | ---------- | ------ | -------- | -------------- |
| 1 | 2016年6月30日  | マルセイユ、スタッド・ヴェロドローム | ポーランド | 1–1    | 1–1(5-4) | UEFA EURO 2016 |
| 2 | 2020年11月11日 | リスボン、エスタディオ・ダ・ルス     | アンドラ   | 3–0    | 7–0      | 親善試合       |

## タイトル

### クラブ
SLベンフィカ
- プリメイラ・リーガ：1回（2015-16）
- タッサ・ダ・リーガ：1回（2015-16）

バイエルン・ミュンヘン
- ブンデスリーガ：2回（2016-17, 2018-19）
- DFLスーパーカップ：3回（2016, 2017, 2018）
- DFBポカール：1回（2018-19）

LOSCリール
- リーグ・アン：1回（2020-21）

### 代表
ポルトガル代表
- UEFA欧州選手権 ： 2016

### 個人
- UEFA欧州選手権最優秀若手選手賞（2016年）
- ゴールデンボーイ賞（2016年）